# George D. Murray
George Dominic Murray (6 juillet 1889 – 18 juin 1956) a été un vice-amiral de l'United States Navy pendant la Seconde Guerre mondiale, après avoir été un des premiers pilotes de l'aéronautique navale américaine.

## Carrière
George D. Murray, né à Boston, Massachusetts en 1889 a été diplômé de l'Académie navale d'Annapolis, en 1910. En 1914, il est affecté à la Base Aéronavale de Pensacola (Naval Air Station Pensacola) en Floride, où il obtient, en 1915, la qualification d'aviateur naval, avec le n° 22.
En 1924, lieutenant commander, il commande une escadrille de bombardiers-torpilleurs (VT-20) aux Philippines. En octobre 1939, commander, il est directeur de la Division du Vol, au Bureau de l'Aéronautique (BuAer) de l'U.S. Navy. En mars 1941, promu captain, il est nommé commandant de l'USS Enterprise.
En avril 1942, au sein de la Task Force 16, aux ordres du vice-amiral Halsey il escorte l'USS Hornet pendant le raid sur Tokyo. Il participe à la bataille de Midway, cette fois sous les ordres du contre-amiral Spruance. Les escadrilles de bombardiers en piqué de son porte-avions mettent définitivement hors de combat deux porte-avions japonais (Kaga et Akagi), et participent à en couler un troisième (le Hiryu) ainsi que le croiseur lourd Mikuma, et à endommager le Mogami.
Promu contre-amiral, le 30 juin 1942, il est nommé à la tête de la Task Force 17, constituée autour de l'USS Hornet, qui rallie le secteur des îles Salomon, à la fin août. Le 7 septembre, celui-ci échappe à deux torpilles sous-marines, qu'un avion en patrouille fait exploser en larguant une charge de profondeur. Mais le commandant en chef de la Zone du Pacifique Sud, le vice-amiral Ghormley, découvre alors que le contre-amiral Murray a enfreint l'ordre de rester à l'est du méridien 166° Est. Ce dernier va continuer à risquer sa Task Force, dans cette zone connue pour être infestée de sous-marins japonais, ce qui lui sera reproché, devant la commission d'enquête instituée à la suite de la perte de l'USS Wasp, torpillé huit jours plus tard.
À la bataille des îles Santa Cruz, à la fin octobre 1942, où la Task Force 17 est intégrée dans la Task Force 61 aux ordres du contre-amiral Kinkaid, l'aviation embarquée de la 3e Flotte japonaise du vice-amiral Nagumo a coulé l'USS Hornet, le navire amiral du contre-amiral Murray qui s'est montré critique à l'égard du contre-amiral Kinkaid, car celui-ci s'était replié vers l'est après que l'USS Enterprise eut été endommagé.
Le contre-amiral Murray n'a plus reçu ensuite, jusqu'à la fin de la guerre du Pacifique, de commandement à la mer. Il est nommé, en 1943, Chef du Centre Aéronaval de Formation de Pensacola, puis en juillet 1944, commandant des Forces Aériennes de la Flotte du Pacifique. Promu vice-amiral en juillet 1945, il reçoit le commandement du 14e District Naval (en), dont le quartier général est à Pearl Harbor, et c'est à ce titre qu'il reçoit, sur le croiseur USS Portland, le 2 septembre 1945, la reddition des forces japonaises, à Truk,.
Après la guerre, le vice-amiral Murray a exercé, d'août 1947 à août 1948, le commandement de la 1reFlotte, dans le Pacifique. Il prend sa retraite en 1951. Il décède en 1956, et est enterré au cimetière d'Arlington.

### En anglais
- (en) John B. Lundstrom, First Team and the Guadalcanal Campaign : Naval Fighter Combat from August to November 1942, Annapolis, Maryland, Naval Institute Press, 1994, 626 p. (ISBN 1-59114-472-8)

### En français
- Oliver Warner, Geoffrey Bennett, Donald G.F.W. Macyntire, Franck Uehling, Desmond Wettern, Antony Preston et Jacques Mordal (trad. de l'anglais), Histoire de la guerre sur mer : des premiers cuirassés aux sous-marins nucléaires, Bruxelles, Elsevier Sequoia, 1976 (ISBN 2-8003-0148-1)
- Antony Preston (trad. de l'anglais), Histoire des Porte-Avions, Paris, Fernand Nathan Éditeurs, 1980, 191 p. (ISBN 2-09-292040-5)